# Bergbaumuseum Oelsnitz/Erzgebirge

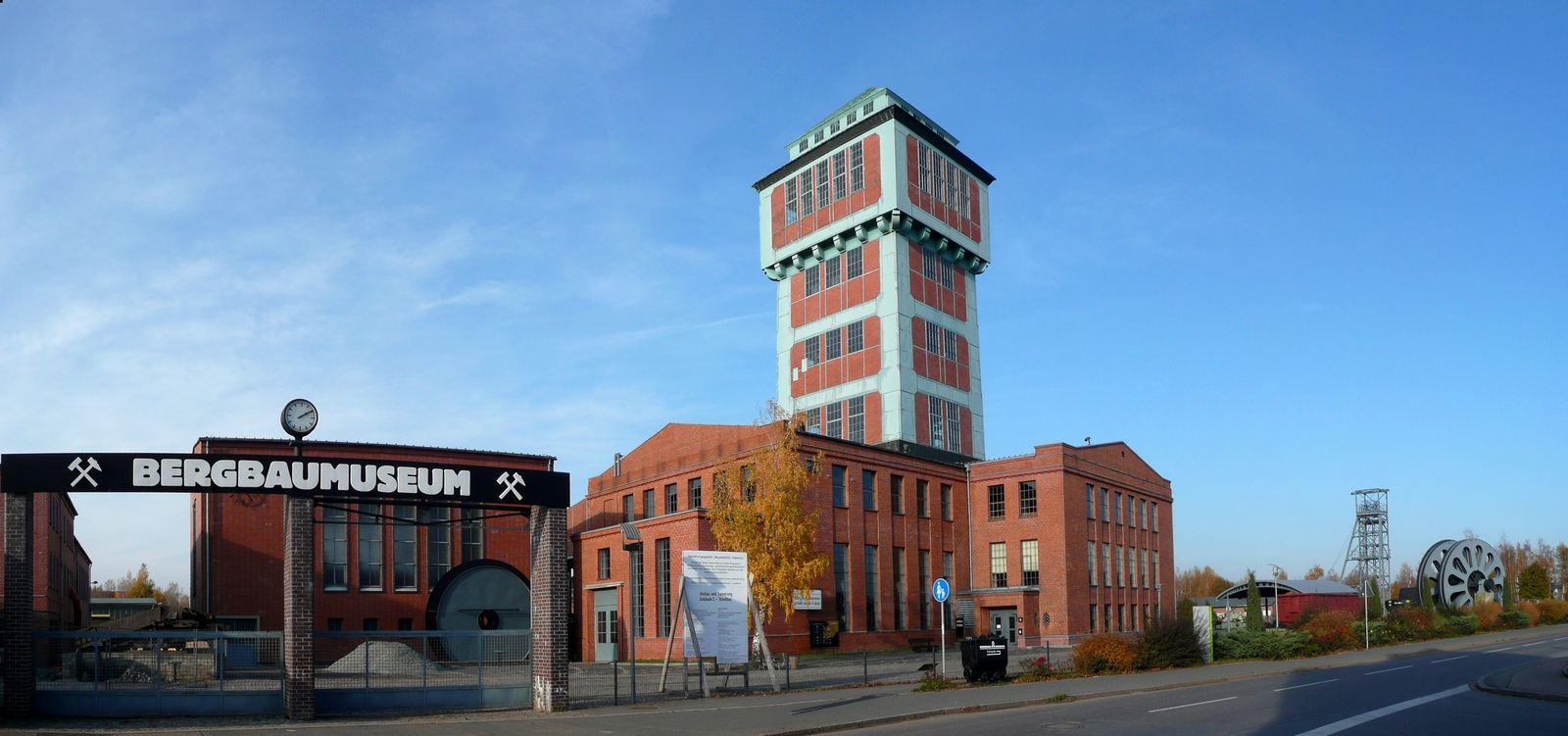
Bergbaumuseum

Das Bergbaumuseum Oelsnitz/Erzgebirge ist ein im ehemaligen Steinkohlenwerk „Karl Liebknecht“ der Stadt Oelsnitz/Erzgeb. ansässiges Montanmuseum. Träger ist der kul(T)our-Betrieb des Erzgebirgskreises. Nach umfangreichen Sanierungs- und Umbaumaßnahmen ist das Museum im Januar 2025 als Kohlewelt Museum Steinkohlenbergbau Sachsen wiedereröffnet worden.

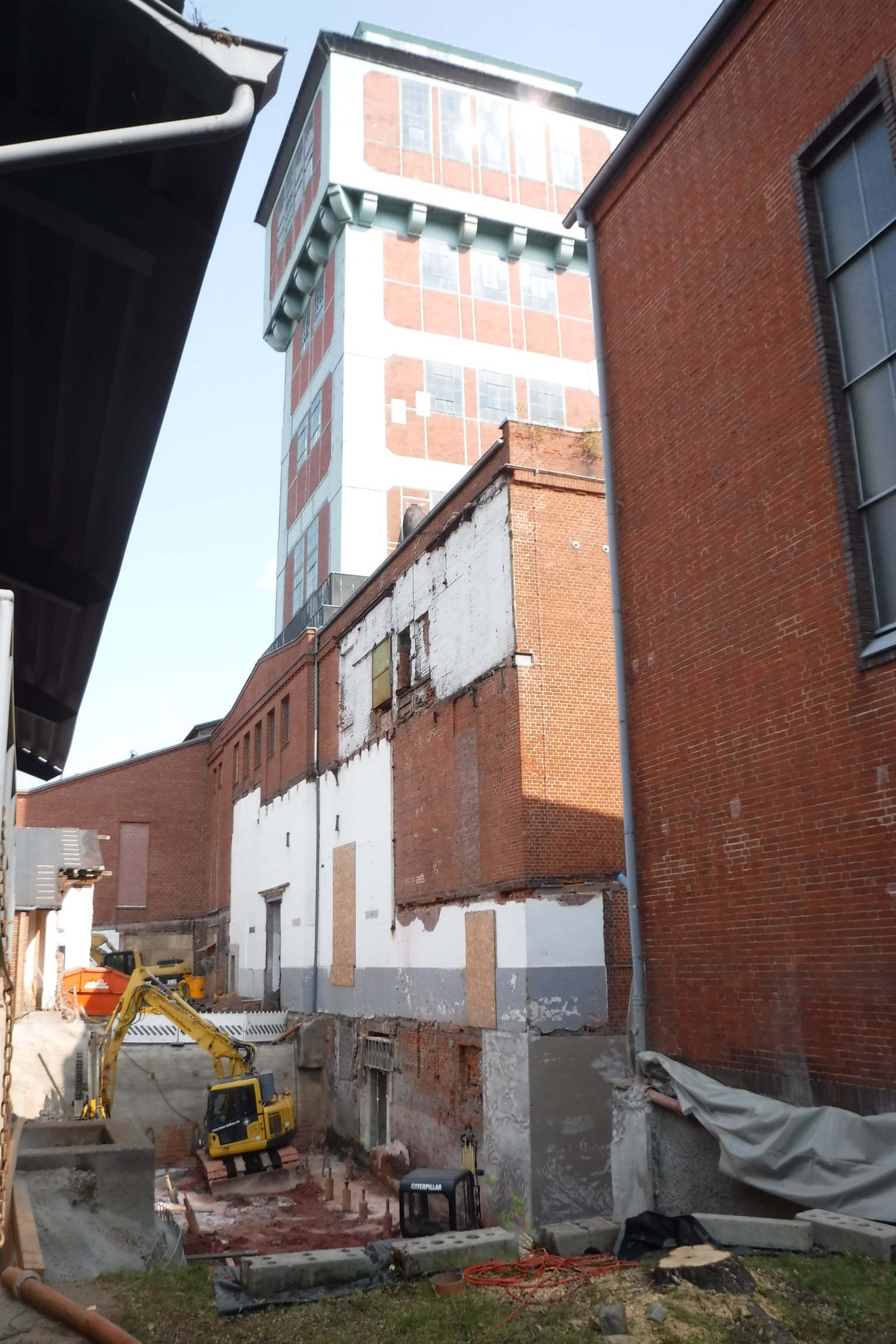
Während des Umbaus (2020)

## Geschichte
1967 wurde eine „Konzeption zur Errichtung eines technischen Denkmals mit musealem Charakter über die Entwicklung der Produktivkräfte des Steinkohlenbergbaus der DDR“ beschlossen. Ab 1976 wurde ein Teil der Tagesanlagen zum Bergbaumuseum „Karl-Liebknecht-Schacht“ umgestaltet und am 4. Juli 1986 der Öffentlichkeit übergeben.
Im Januar 2019 wurde das Museum für eine umfangreiche Sanierung und Erneuerung geschlossen. Dabei wurde auch die Dauerausstellung komplett überarbeitet. Am 18. Januar 2025 öffnete das Museum mit dem Namen "KohleWelt - Museum Steinkohlenbergbau Sachsen" wieder.

## Bereiche

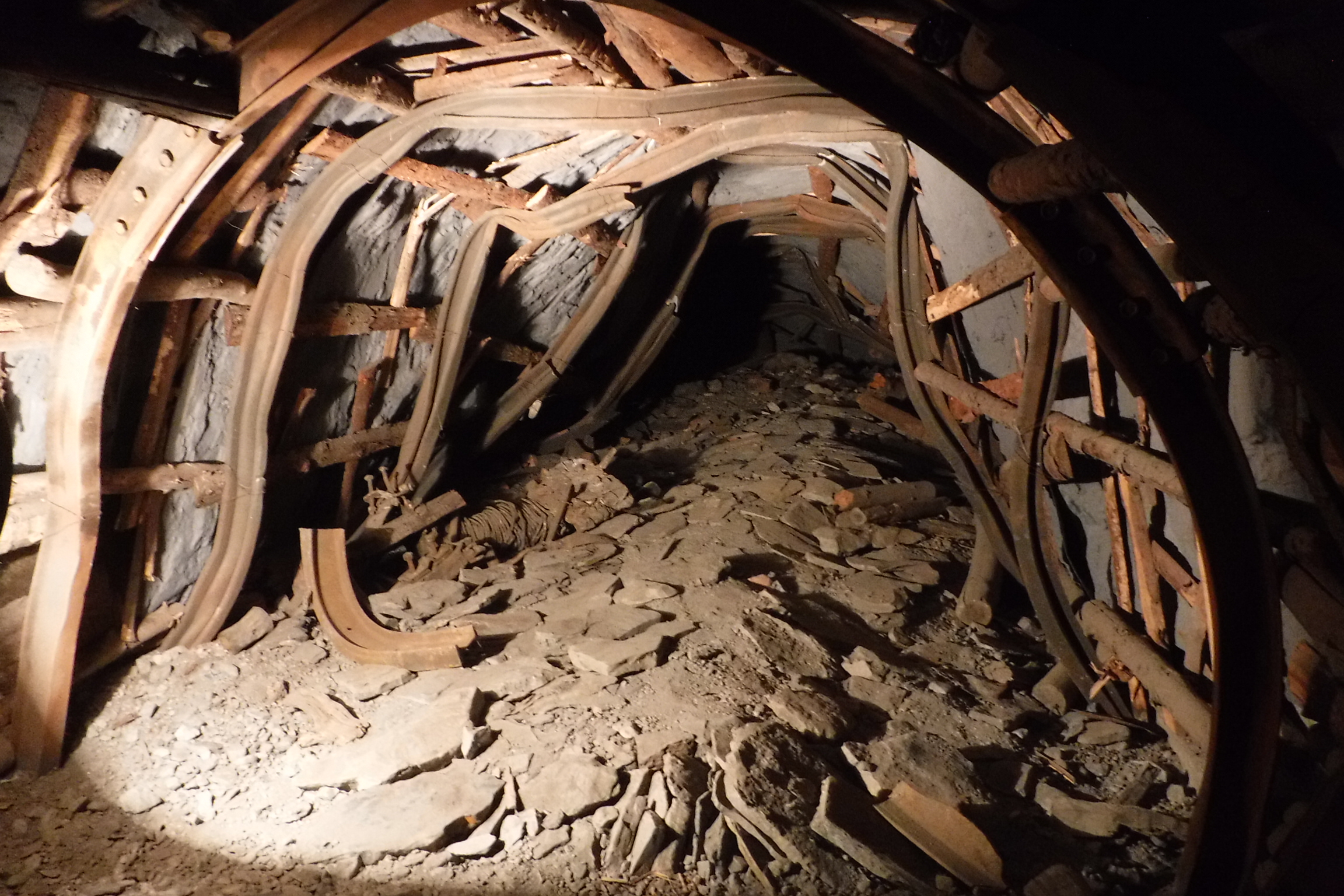
Künstlicher Stolleneinbruch im Untertagebereich

Das Bergbaumuseum umfasste bis 2020 vier wesentliche Bereiche:
- den Ausstellungsbereich in der ehemaligen Lohnschalterhalle,
- den Übertagebereich mit verschiedenen Großmaschinen und Anlagen wie Leonard-Umformer, elektrischer Turmfördermaschine, Dampf-Förderanlage, Hängebank und dem Freigelände mit Dampflok der BR 52, sowie ein Fördergerüst und eine elektrische Trommelfördermaschine von der Steinkohle/Uran-Lagerstätte Freital,
- den in der ehemaligen Waschkaue authentisch nachgebildeten Untertagebereich des Bergwerks. Hier sind verschiedene Maschinen und Geräte aus dem Arbeitsalltag des Bergmannes – zum Teil in Funktion – zu sehen,
- Initiator des Projektes sächsische Kohlenstraße

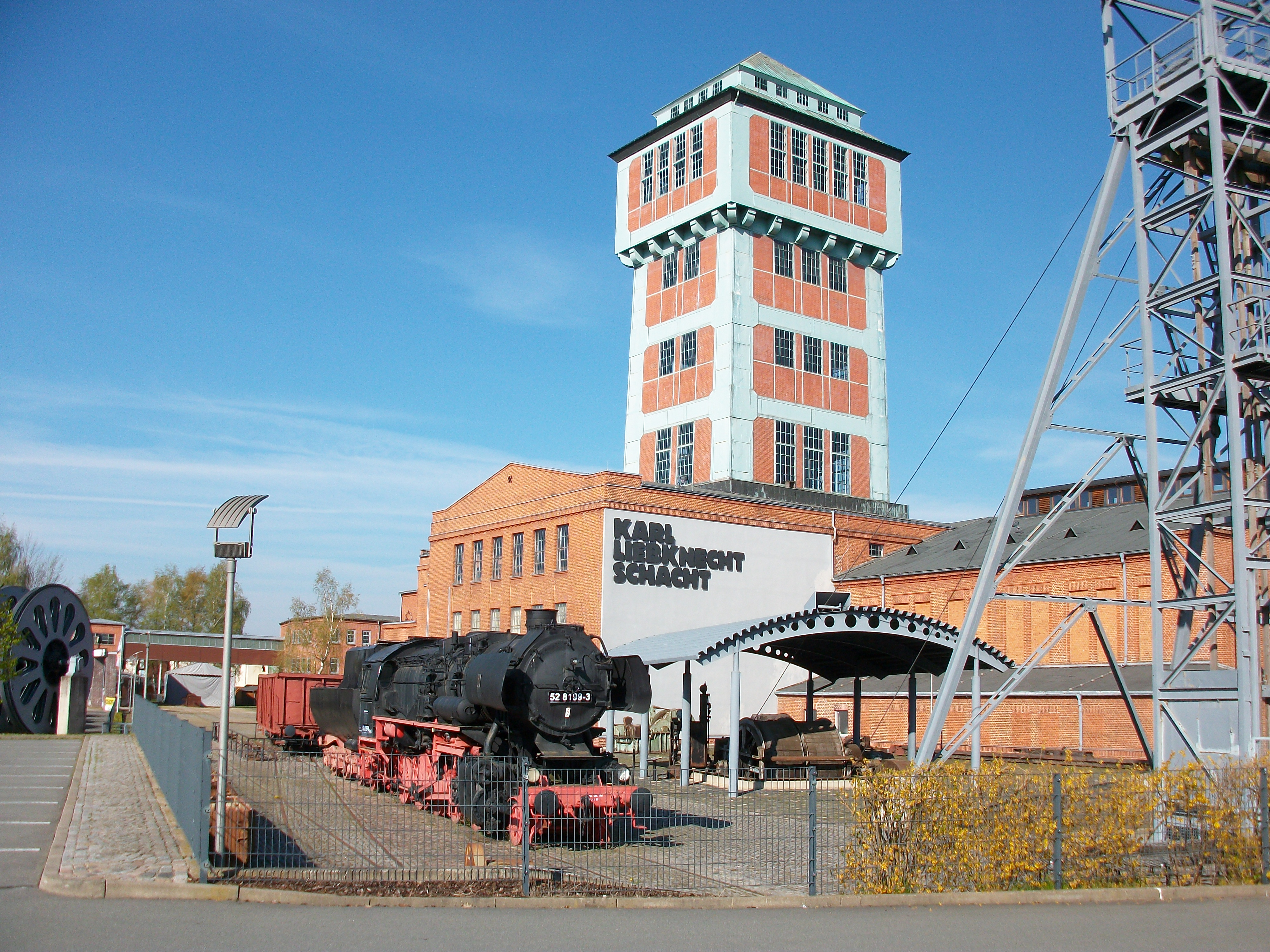
Bergbaumuseum mit Dampflok (2016)

## BR 52 8199-3
Diese Lokomotive wurde im November 1967 aus der BR 52 3252 rekonstruiert, als Hersteller wird Jung (11263/1944) genannt. Nachfolgende Stationierungen waren Bw Templin (1. Dezember 1967 – 2. Oktober 1968), Bw Pasewalk (3. Oktober 1968 – 4. Oktober 1968), Bw Templin (5. Oktober 1968 – 31. Dezember 1971), Bw Neustrelitz (1. Januar 1972 – 29. Januar 1973) und Bw Zittau (30. Januar 1973 – 24. Mai 1988). Dort wurde sie am 25. Mai 1988 z-gestellt und am 3. November 1992 ausgemustert und verkauft. Im Dezember 1996 kaufte schließlich das Bergbaumuseum die Lok, wo sie 1997/1998 äußerlich wieder aufgearbeitet wurde und heute als Beispiel für die vielen Kohlezüge steht.

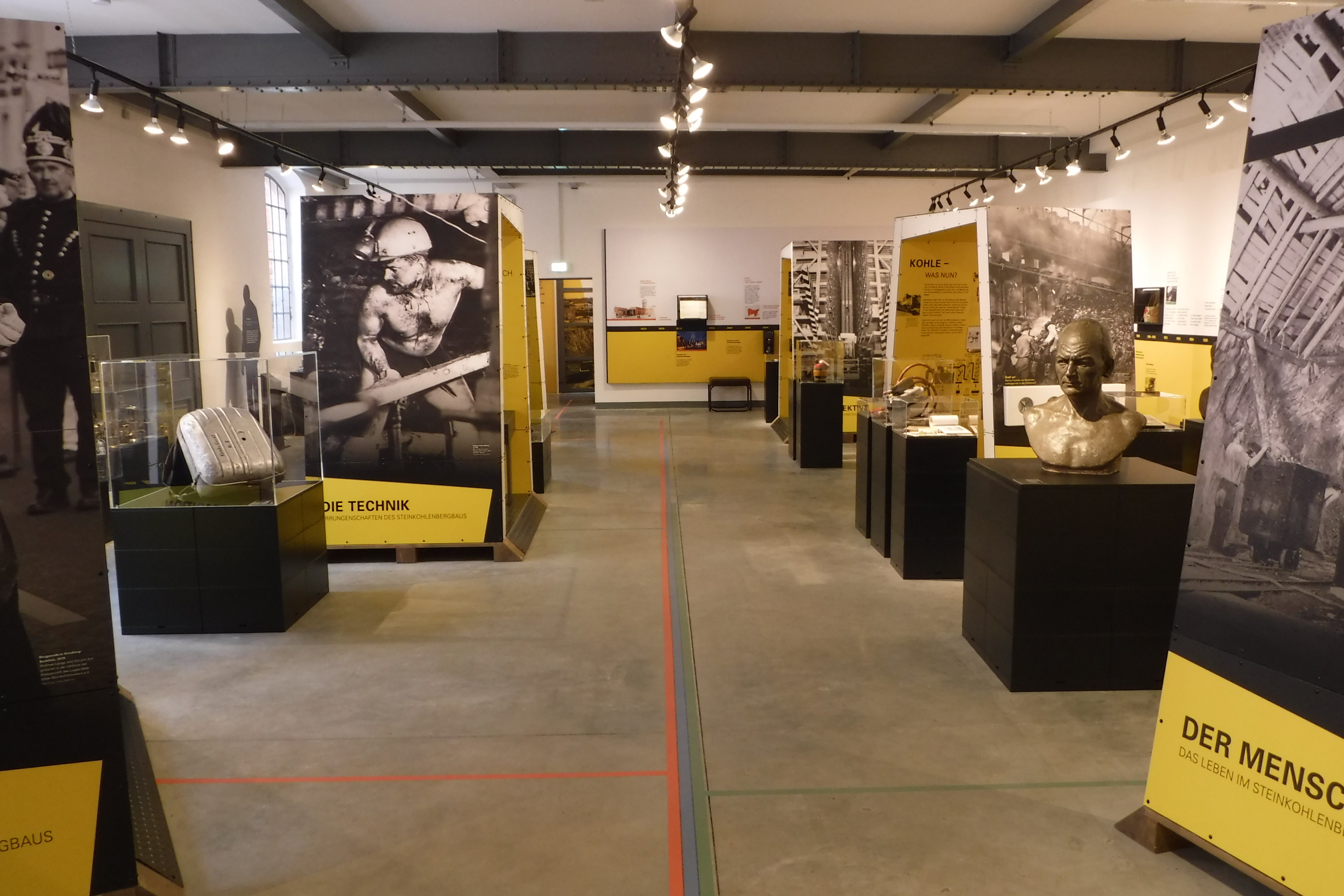
Die 4. Sächsische Landesausstellung im Bergbaumuseum

## Sonstiges
Am 27. Februar 2015 konnte der einmillionste Besucher seit der Eröffnung des Museums begrüßt werden. Das Bergbaumuseum Oelsnitz/Erzgebirge war ursprünglich eine der ausgewählten Stätten im UNESCO-Welterbe-Antrag der Montanregion Erzgebirge. Seit Juni 2017 wird die Museumsanlage als eine der assoziierten Stätten geführt.
Des Museum war einer der sechs Schauplätze zur 4. Sächsischen Landesausstellung 2020 unter dem Leitthema Boom. 500 Jahre Industriekultur in Sachsen. Dafür wurde eine teilweise neue Ausstellung eingerichtet und das Museum während des Umbaus zwischen Juli und Dezember 2020 geöffnet.